# Strigognatha khasiana
Strigognatha khasiana is een vlinder uit de familie van de Eupterotidae. De wetenschappelijke naam van de soort is voor het eerst voorgesteld als Sphingognatha khasiana door Frederic Moore in een publicatie uit 1879.
De soort komt voor in India (Meghalaya).